# Dante (police de caractères)
Dante est une police de caractères de livres du XXe siècle, dessinée par Giovanni Mardersteig, pour l'édition en 1955 du Trattatello in laude di Dante par l'Officina Bodoni de Vérone.

## Historique
Le nom de la police de caractère est inspiré du premier livre dans lequel elle fut utilisée, le Trattatello in laude di Dante, la biographie de Dante Alighieri, composée entre 1357 et 1361 par Boccace, publié en 1955 par l'Officina Bodoni de Vérone. Le livre utilise les caractères gravés par Charles Malin entre 1946 et 1952. L’année 1954 est parfois donnée comme date de création. Dante devait devenir l'une des polices les plus utilisées par Mardersteig.
La police d'origine fut gravée par Charles Malin pour la presse privée de Mardesteig, mais la Monotype Corporation avait déjà exprimé son intérêt pour l'utilisation de Dante sur sa machine de composition avant 1955. À peu près à l'époque où Malin mourut, Monotype envisagea d'ajouter une fonte de demi-gras à la famille de Dante.
Matthew Carter, alors âgé d'une vingtaine d'années, fut recruté pour graver quelques-uns des poinçons initiaux du demi-gras. Monotype publia son propre Dante en 1957. Dante fut redessinée pour l'utilisation numérique par Ron Carpenter (en) de la Monotype Corporation en 1993.

## Caractéristiques
La police est du type serif, influencée (mais non directement redevable) par les polices gravées par Francesco Francia, dit Griffo, entre 1449 et 1516. Mardersteig avait déjà adopté le style de Griffo dans son type de police précédent, justement nommé Griffo. L'un de ses premiers objectifs dans le dessin de Dante était de conserver un équilibre visuel entre le romain et l'italique (à l'époque de Griffo, les polices de caractères étaient gravées soit dans le style romain, soit en italique mais pas les deux ensemble).